# Pavetta laurentii
Pavetta laurentii är en måreväxtart som beskrevs av De Wild.. Pavetta laurentii ingår i släktet Pavetta och familjen måreväxter. Inga underarter finns listade i Catalogue of Life.